# Famille Kanáris
Pour les articles homonymes, voir Kanaris.
La famille Kanáris (en grec moderne : Κανάρης) est originaire de l'île de Psará en mer Égée. Elle a donné à la Grèce plusieurs personnalités politiques et de la marine, parmi lesquelles figure l'amiral et homme d'État grec Konstantínos Kanáris,.

## Filiation

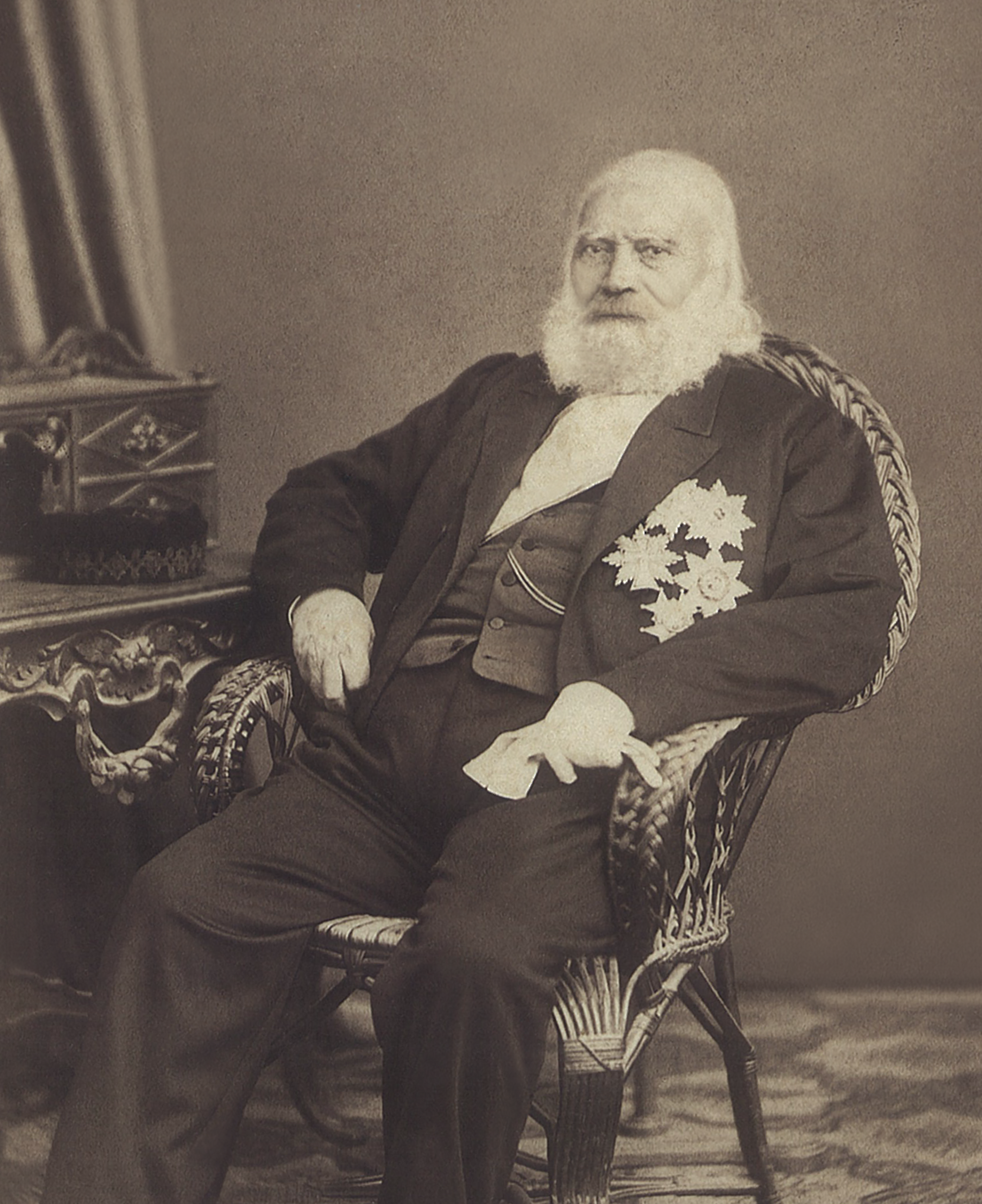
Konstantínos Kanáris, amiral et Premier ministre de la Grèce.

Drapeau de Psará.

Personnalités issues de cette famille :
- Mikés Kanáris, marin et ancien à Psará
  - Geórgios Kanáris, officier de marine, fils de Mikés
  - Konstantínos Kanáris, héros de la guerre d'indépendance, amiral, Premier ministre, fils de Mikés
    - Nikólaos Kanáris, diplomate, député, fils de Konstantínos
    - Themistoklís Kanáris, officier de l'armée, fils de Konstantínos
    - Thrasývoulos Kanáris, lieutenant, fils de Konstantínos
    - Miltiádis Kanáris, amiral, député, ministre, fils de Konstantínos
      - Konstantínos Kanáris, officier de marine, fils de Miltiádis
      - Leonídas Kanáris, lieutenant, fils de Miltiádis
      - Epaminóndas Kanáris, député, fils de Miltiádis
      - Aléxandros Kanáris, député, ministre, fils de Miltiádis
      - Aristídis Kanáris, lieutenant général, fils de Miltiádis

    - María Kanáris, femme de A. Balabáno, fille de Konstantínos
    - Lykoúrgos Kanáris, officier de marine, avocat, fils de Konstantínos
      - Athiná Kanáris, femme de Pierre-André Mihière, fille de Lykoúrgos
      - Napoléon Kanáris, député, fils de Lykoúrgos
        - María Kanáris, fille de Napoléon
          - Erasmía Kanáris, femme de Georgíos Bótasis, fille de María

    - Aristídis Kanáris, officier de l'armée, fils de Konstantínos
      - Themistoklís Kanáris, consul, député, collaborateur de Charílaos Trikoúpis, fils d'Aristídis
      - Ioánnis Kanáris, député, fils d'Aristídis